# Liste des distinctions de Marion Cotillard
 (juin 2022).
Cet article recense l'ensemble des distinctions attribuées à l'actrice française Marion Cotillard à compter de l’année 1994.
Parmi ces récompenses figurent notamment :
- 2 César du cinéma sur 8 nominations[1]
- 1 Oscar du cinéma sur 2 nominations[2]
- 1 Golden Globe sur 4 nominations[3]
- 1 BAFTA sur 2 nominations[4]

## Récompenses et nominations
Sauf indication contraire, les informations mentionnées dans cette section peuvent être confirmées par les bases de données cinématographiques IMDb et Allociné,  présentes dans la section « Liens externes ».
| Année | Récompense                                           | Catégorie                                                    | Film                                         | Résultat    | Ref   |
| ----- | ---------------------------------------------------- | ------------------------------------------------------------ | -------------------------------------------- | ----------- | ----- |
| 1994  | Conservatoire à rayonnement départemental d'Orléans  | Premier prix                                                 |                                              | Récompensée |       |
| 1999  | César du cinéma                                      | Meilleur espoir féminin                                      | Taxi                                         | Nommée      | [ 1 ] |
| 1999  | Festival International du Film de Montagne d'Autrans | Mention spéciale du jury - meilleure actrice                 | La Guerre dans le Haut Pays                  | Récompensée | [ 5 ] |
| 2000  | Festival du film de Cabourg                          | Révélation féminine                                          | Taxi 2                                       | Récompensée |       |
| 2001  | Verona Love Screens Film Festival                    | Meilleure actrice                                            | Lisa                                         | Récompensée |       |
| 2002  | César du cinéma                                      | Meilleur espoir féminin                                      | Les Jolies Choses                            | Nommée      | [ 1 ] |
| 2004  | Festival de Cannes                                   | Trophée Chopard de la révélation féminine                    |                                              | Récompensée |       |
| 2004  | Festival du film de Newport Beach                    | Meilleure actrice                                            | Jeux d'enfants                               | Récompensée |       |
| 2004  | NRJ Ciné Awards                                      | Meilleur baiser (partagé avec Guillaume Canet)               | Jeux d'enfants                               | Récompensée |       |
| 2005  | César du cinéma                                      | Meilleure actrice dans un second rôle                        | Un long dimanche de fiançailles              | Récompensée | [ 1 ] |
| 2005  | NRJ Ciné Awards                                      | Actrice la plus glamour                                      | Un long dimanche de fiançailles              | Nommée      |       |
| 2006  | Globes de cristal                                    | Meilleure actrice                                            | Ma vie en l'air                              | Nommée      |       |
| 2007  | African-American Film Critics Association            | Meilleure actrice                                            | La Môme                                      | Récompensée |       |
| 2007  | Boston Society of Film Critics Awards                | Meilleure actrice                                            | La Môme                                      | Récompensée |       |
| 2007  | Festival du film de Cabourg                          | Meilleure actrice                                            | La Môme                                      | Récompensée |       |
| 2007  | Sannio FilmFest                                      | Meilleure actrice                                            | La Môme                                      | Récompensée |       |
| 2007  | Kansas City Film Critics Circle                      | Meilleure actrice                                            | La Môme                                      | Récompensée |       |
| 2007  | Los Angeles Film Critics Association Awards          | Meilleure actrice                                            | La Môme                                      | Récompensée |       |
| 2007  | NRJ Ciné Awards                                      | Meilleur look                                                | La Môme                                      | Récompensée |       |
| 2007  | NRJ Ciné Awards                                      | La Frenchie de l'année                                       | La Môme                                      | Récompensée |       |
| 2007  | Palm Springs International Film Festival             | Meilleure révélation de l'année                              | La Môme                                      | Récompensée |       |
| 2007  | Satellite Awards                                     | Meilleure actrice dans un drame                              | La Môme                                      | Récompensée |       |
| 2007  | Seattle International Film Festival                  | Meilleure actrice                                            | La Môme                                      | Récompensée |       |
| 2007  | Chicago Film Critics Association                     | Meilleure actrice                                            | La Môme                                      | Nommée      |       |
| 2007  | Critics Choice Awards                                | Meilleure actrice dans un rôle principal                     | La Môme                                      | Nommée      |       |
| 2007  | Dallas-Fort Worth Film Critics Association Awards    | Meilleure actrice                                            | La Môme                                      | Nommée      |       |
| 2007  | Detroit Film Critics Society                         | Meilleure actrice                                            | La Môme                                      | Nommée      |       |
| 2007  | Hollywood Film Festival                              | Actrice de l'année                                           | La Môme                                      | Nommée      |       |
| 2007  | Globes de cristal                                    | Meilleure actrice                                            | La Môme                                      | Nommée      |       |
| 2007  | National Board of Review                             | Meilleure actrice                                            | La Môme                                      | Nommée      |       |
| 2007  | National Society of Film Critics                     | Meilleure actrice                                            | La Môme                                      | Nommée      |       |
| 2007  | Online Film Critics Society                          | Meilleure actrice                                            | La Môme                                      | Nommée      |       |
| 2007  | Prix du cinéma européen                              | Meilleure actrice                                            | La Môme                                      | Nommée      |       |
| 2007  | St. Louis Gateway Film Critics Association Award     | Meilleure actrice                                            | La Môme                                      | Nommée      |       |
| 2008  | BAFTA                                                | Meilleure actrice                                            | La Môme                                      | Récompensée | [ 4 ] |
| 2008  | Boston Society of Film Critics Awards                | Meilleure actrice                                            | La Môme                                      | Récompensée |       |
| 2008  | César du cinéma                                      | Meilleure actrice                                            | La Môme                                      | Récompensée | [ 1 ] |
| 2008  | Étoiles d'or du cinéma français                      | Meilleure actrice (ex-æquo avec Isabelle Carré pour Anna M.) | La Môme                                      | Récompensée |       |
| 2008  | InterNational Online Cinema Awards                   | Meilleure actrice                                            | La Môme                                      | Récompensée |       |
| 2008  | Golden Globe Award                                   | Meilleure actrice dans un film musical ou une comédie        | La Môme                                      | Récompensée | [ 3 ] |
| 2008  | Lion tchèque                                         | Meilleure actrice                                            | La Môme                                      | Récompensée |       |
| 2008  | Los Angeles Film Critics Association Awards          | Meilleure actrice                                            | La Môme                                      | Récompensée |       |
| 2008  | Prix Lumières                                        | Meilleure actrice                                            | La Môme                                      | Récompensée |       |
| 2008  | Oscars du cinéma                                     | Meilleure actrice                                            | La Môme                                      | Récompensée | [ 2 ] |
| 2008  | Prix du Cercle des critiques de film de Londres      | Meilleure actrice                                            | La Môme                                      | Récompensée |       |
| 2008  | Vancouver Film Critics Circle                        | Meilleure actrice                                            | La Môme                                      | Récompensée |       |
| 2008  | Richard Attenborough Award                           | Meilleure actrice                                            | La Môme                                      | Nommée      |       |
| 2008  | Screen Actors Guild Awards                           | Meilleure actrice                                            | La Môme                                      | Nommée      |       |
| 2009  | Palm Springs International Film Festival             | Desert Palm Achievement                                      | Nine                                         | Récompensée |       |
| 2009  | Broadcast Film Critics Association Awards            | Meilleure actrice dans un second rôle                        | Nine                                         | Nommée      |       |
| 2009  | Detroit Film Critics                                 | Meilleure actrice dans un second rôle                        | Nine                                         | Nommée      |       |
| 2009  | Golden Globes                                        | Meilleure actrice dans une comédie ou un film musical        | Nine                                         | Nommée      | [ 3 ] |
| 2009  | Satellite Awards                                     | Meilleure actrice dans une comédie ou un film musical        | Nine                                         | Nommée      |       |
| 2009  | St. Louis Gateway Film Critics Association Award     | Meilleure actrice dans un second rôle                        | Nine                                         | Nommée      |       |
| 2010  | Satellite Awards                                     | Meilleure actrice dans un second rôle                        | Inception                                    | Nommée      |       |
| 2010  | Scream Awards                                        | Meilleure actrice dans un second rôle                        | Inception                                    | Nommée      |       |
| 2010  | Brutus du cinéma                                     | Meilleure actrice                                            | Le Dernier Vol                               | Nommée      |       |
| 2012  | AFI Fest                                             | Hommage à sa carrière                                        | De rouille et d'os                           | Récompensée |       |
| 2012  | Hollywood Film Festival                              | Actrice de l'année                                           | De rouille et d'os                           | Récompensée |       |
| 2012  | Hawaii International Film Festival                   | Meilleure actrice                                            | De rouille et d'os                           | Récompensée |       |
| 2012  | Gotham Independent Film Awards                       | Hommage à sa carrière                                        | De rouille et d'os                           | Récompensée |       |
| 2012  | Harper's Bazaar Awards                               | Actrice internationale de l'année                            | De rouille et d'os                           | Récompensée |       |
| 2012  | Festival du film de Telluride                        | Meilleure actrice                                            | De rouille et d'os                           | Récompensée |       |
| 2012  | Dorian Award                                         | Meilleure actrice                                            | De rouille et d'os                           | Nommée      |       |
| 2012  | Dublin Film Critics Circle Award                     | Meilleure actrice                                            | De rouille et d'os                           | Nommée      |       |
| 2012  | Georgia Film Critics Association                     | Meilleure actrice                                            | De rouille et d'os                           | Nommée      |       |
| 2012  | Vancouver Film Critics Circle                        | Meilleure actrice                                            | De rouille et d'os                           | Nommée      |       |
| 2012  | Village Voice Film Poll                              | Meilleure actrice                                            | De rouille et d'os                           | Nommée      |       |
| 2012  | Washington D.C. Area Film Critics Association        | Meilleure actrice                                            | De rouille et d'os                           | Nommée      |       |
| 2012  | IndieWire Critics Survey                             | Meilleure performance                                        | De rouille et d'os                           | Nommée      |       |
| 2013  | Globes de cristal                                    | Meilleure actrice                                            | De rouille et d'os                           | Récompensée |       |
| 2013  | Étoiles d'or du cinéma français                      | Meilleure actrice                                            | De rouille et d'os                           | Récompensée |       |
| 2013  | Irish Film and Television Awards                     | Meilleure actrice internationale                             | De rouille et d'os                           | Récompensée |       |
| 2013  | Sant Jordi Awards                                    | Meilleure actrice étrangère                                  | De rouille et d'os                           | Récompensée |       |
| 2013  | AACTA Awards                                         | Meilleure actrice internationale                             | De rouille et d'os                           | Nommée      |       |
| 2013  | BAFTAs                                               | Meilleure actrice                                            | De rouille et d'os                           | Nommée      | [ 4 ] |
| 2013  | Césars du cinéma                                     | Meilleure actrice                                            | De rouille et d'os                           | Nommée      | [ 1 ] |
| 2013  | Critics' Choice Movie Awards                         | Meilleure actrice                                            | De rouille et d'os                           | Nommée      |       |
| 2013  | Chlotrudis Awards                                    | Meilleure actrice                                            | De rouille et d'os                           | Nommée      |       |
| 2013  | Golden Globes                                        | Meilleure actrice dans un film dramatique                    | De rouille et d'os                           | Nommée      | [ 3 ] |
| 2013  | International Cinephile Society Award                | Meilleure actrice                                            | De rouille et d'os                           | Nommée      |       |
| 2013  | London Film Critics Circle Awards                    | Actrice de l'année                                           | De rouille et d'os                           | Nommée      |       |
| 2013  | National Film Society Awards                         | Meilleure actrice                                            | De rouille et d'os                           | Nommée      |       |
| 2013  | Prix Lumières                                        | Meilleure actrice                                            | De rouille et d'os                           | Nommée      |       |
| 2013  | Rembrandt Awards                                     | Meilleure actrice internationale                             | De rouille et d'os                           | Nommée      |       |
| 2013  | Screen Actors Guild Award                            | Meilleure actrice                                            | De rouille et d'os                           | Nommée      |       |
| 2013  | Tumblr Movie Award                                   | Meilleure actrice                                            | De rouille et d'os                           | Nommée      |       |
| 2013  | Hasty Pudding Theatricals                            | Femme de l'année                                             |                                              | Récompensée |       |
| 2013  | Elle Women in Hollywood Awards                       | Femme de l'année                                             |                                              | Récompensée |       |
| 2013  | MTV Movie Awards                                     | Meilleure méchante                                           | The Dark Knight Rises                        | Nommée      |       |
| 2014  | New York Film Critics Circle Awards                  | Meilleure actrice                                            | The Immigrant et Deux jours, une nuit        | Récompensée |       |
| 2014  | Village Voice Film Poll                              | Meilleure actrice                                            | The Immigrant et Deux jours, une nuit        | Récompensée |       |
| 2014  | Los Angeles Film Critics Association Awards          | Meilleure actrice                                            | The Immigrant et Deux jours, une nuit        | Récompensée |       |
| 2014  | Boston Society of Film Critics Awards                | Meilleure actrice                                            | The Immigrant et Deux jours, une nuit        | Récompensée |       |
| 2014  | Boston Online Film Critics Association Awards        | Meilleure actrice                                            | Deux jours, une nuit                         | Récompensée |       |
| 2014  | Prix du cinéma européen                              | Meilleure actrice                                            | Deux jours, une nuit                         | Récompensée |       |
| 2014  | New York Film Critics Online Awards                  | Meilleure actrice                                            | Deux jours, une nuit                         | Récompensée |       |
| 2014  | San Diego Film Critics Society Awards                | Meilleure actrice                                            | Deux jours, une nuit                         | Récompensée |       |
| 2014  | Indiewire Critics' Poll                              | Meilleure actrice                                            | Deux jours, une nuit                         | Récompensée |       |
| 2014  | San Francisco Film Critics Circle                    | Meilleure actrice                                            | Deux jours, une nuit                         | Nommée      |       |
| 2014  | St. Louis Film Critics Association                   | Meilleure actrice                                            | Deux jours, une nuit                         | Nommée      |       |
| 2014  | Satellite Awards                                     | Meilleure actrice                                            | Deux jours, une nuit                         | Nommée      |       |
| 2014  | Alliance of Women Film Journalists                   | Meilleure actrice                                            | Deux jours, une nuit                         | Nommée      |       |
| 2014  | Awards Circuit Community Awards                      | Meilleure actrice                                            | Deux jours, une nuit                         | Nommée      |       |
| 2014  | Chicago Film Critics Association                     | Meilleure actrice                                            | Deux jours, une nuit                         | Nommée      |       |
| 2014  | Dallas-Fort Worth Film Critics Association Awards    | Meilleure actrice                                            | Deux jours, une nuit                         | Nommée      |       |
| 2014  | Denver Film Critics Society                          | Meilleure actrice                                            | Deux jours, une nuit                         | Nommée      |       |
| 2014  | Dublin Film Critics Circle Awards                    | Meilleure actrice                                            | Deux jours, une nuit                         | Nommée      |       |
| 2014  | Houston Film Critics Society Awards                  | Meilleure actrice                                            | Deux jours, une nuit                         | Nommée      |       |
| 2014  | Online Film Critics Society Awards                   | Meilleure actrice                                            | Deux jours, une nuit                         | Nommée      |       |
| 2014  | Utah Film Critics Association Awards                 | Meilleure actrice                                            | Deux jours, une nuit                         | Nommée      |       |
| 2014  | Women Film Critics Circle Awards                     | Meilleure actrice                                            | Deux jours, une nuit                         | Nommée      |       |
| 2014  | MTV Movie Awards                                     | Meilleur combat                                              | Légendes vivantes                            | Nommée      |       |
| 2015  | Independent Spirit Awards                            | Meilleure actrice                                            | The Immigrant                                | Nommée      |       |
| 2015  | Georgia Film Critics Association                     | Meilleure actrice                                            | Deux jours, une nuit                         | Récompensée |       |
| 2015  | International Cinephile Society Awards               | Meilleure actrice                                            | Deux jours, une nuit                         | Récompensée |       |
| 2015  | International Online Cinema Awards                   | Meilleure actrice                                            | Deux jours, une nuit                         | Récompensée |       |
| 2015  | National Society of Film Critics                     | Meilleure actrice                                            | Deux jours, une nuit                         | Récompensée |       |
| 2015  | Broadcast Film Critics Association Awards            | Meilleure actrice                                            | Deux jours, une nuit                         | Nommée      |       |
| 2015  | Italian Online Movie Awards                          | Meilleure actrice                                            | Deux jours, une nuit                         | Nommée      |       |
| 2015  | London Critics Circle                                | Meilleure actrice                                            | Deux jours, une nuit                         | Nommée      |       |
| 2015  | North Carolina Film Critics Association              | Meilleure actrice                                            | Deux jours, une nuit                         | Nommée      |       |
| 2015  | Online Film & Television Association                 | Meilleure actrice                                            | Deux jours, une nuit                         | Nommée      |       |
| 2015  | Oscars du cinéma                                     | Meilleure actrice                                            | Deux jours, une nuit                         | Nommée      | [ 2 ] |
| 2015  | César du cinéma                                      | Meilleure actrice                                            | Deux jours, une nuit                         | Nommée      | [ 1 ] |
| 2015  | Globe de cristal                                     | Meilleure actrice                                            | Deux jours, une nuit                         | Nommée      |       |
| 2015  | Trophées Francophones du Cinéma                      | Meilleure actrice                                            | Deux jours, une nuit                         | Nommée      |       |
| 2015  | British Independent Film Awards                      | Meilleure actrice                                            | Macbeth                                      | Nommée      |       |
| 2017  | César du cinéma                                      | Meilleure actrice                                            | Mal de pierres                               | Nommée      | [ 1 ] |
| 2021  | Festival international du film de Saint-Sébastien    | Prix Donostia pour l'ensemble de sa carrière                 | Prix Donostia pour l'ensemble de sa carrière | Récompensée |       |
| 2022  | Golden Globes                                        | Meilleure actrice dans un film musical ou comédie            | Annette                                      | Nommée      | [ 3 ] |
| 2024  | César du cinéma                                      | Meilleure actrice                                            | Little Girl Blue                             | Nommée      | [ 6 ] |

## Décorations
- Chevalière de l'ordre des Arts et des Lettres en 2010[7]
- Officière de l'ordre des Arts et des Lettres en 2016[8]
- Chevalière de la Légion d'honneur en 2016[9]